# Hippoporina vulgaris
Hippoporina vulgaris är en mossdjursart som beskrevs av James Dick och Ross 1988. Hippoporina vulgaris ingår i släktet Hippoporina och familjen Bitectiporidae. Inga underarter finns listade i Catalogue of Life.